# Huub ter Haar
Huub ter Haar (gemeente Tubbergen) is een Nederlandse lichaamsgerichte therapeut, theoloog en auteur.

## Levensloop
Ter Haar groeide op in een katholiek gezin in het Twentse Reutum. Hij studeerde aan de PA Hoogveld in Hengelo. Voltooide de studie dogmatische theologie aan de Katholieke Universiteit Nijmegen. Behaalde NGPR-A. Hij ontwikkelde zich verder aan de School voor Intuïtieve Massage. 
Hij was hoofd PR & Organisatie bij de Thomas More Academie. Werkte als communicatiestrateeg bij Westbroek en Ter Haar, bureau voor communicatie en vormgeving in Nijmegen. In die rol agendeerde hij in samenwerking met de John Blankenstein Foundation de homo-acceptatie in de sport, met onder meer het boek Gelijkspel. Portretten van homo topsporters. Werd vervolgens innovator (zelfstandig gevestigd). Hij lanceerde Herstelcirkel in de wijk en Nieuwe Nuts Nijmegen.
Sinds 2020 voert hij Lijfkracht, praktijk voor lichaamsgerichte therapie. Hij treedt op in theaters met 'Gevoel doet ertoe' en 'Aandacht voor emoties'.

## Boeken
- Mensen maken de kerk. Verslag bij het afscheid van Edward Schillebeeckx (1989)
- Uw opinie in de krant. In vier stappen deelnemen aan het publieke debat (2006)
- Bouwen met groen en glas. Duurzame innovaties voor wonen werken (2007)
- Gelijkspel. Portretten van homo topsporters (2009)
- Lijfkracht. Sleutel tot ontspanning, heling en ruimte (2022)